# 大和団地
大和団地（だいわだんち）株式会社は大和ハウス工業資本の兄弟会社で、かつて存在した不動産開発会社。マンションをはじめ、アパート・分譲住宅（請負・建売住宅）・ゴルフ場・商用ビル建築・宅地造成・ゴルフ場開発・クアハウスを展開。2001年4月に大和ハウス工業に吸収合併となったため会社は解散となり、同社の不動産事業部に引き継がれている。
ダイワハウス内の宅地造成部門が分離独立して分社化したもの。東証、大証、名証、一部上場企業であった。
- 創立以前に同じ会社名の「株式会社大和団地」が登記されて存在し、休眠状態にあったものを買収し稼動させたという経緯もある。
- 創業は1961年6月7日(広報用30周年CD封入資料より)
- 「大規模団地の開発から、住宅・マンション・都市開発・ゴルフリゾート・土木コンサルテイング・医療福祉など多彩な事業を展開してまいりました」(広報用CD封入資料より)
- 資本金149億円(同資料より)

## 会社概要
ネオポリス
ネオポリスという宅地を開発。土地に付加価値をつけ販売するため、木質住宅を中心に販売を行なう。木質系になったのは、大和ハウス工業がプレハブ中心だったためである。
ネオポリスで有名なのは、大阪北部の能勢電鉄畦野駅周辺。いまだに大和団地という看板や道路標識が存在する。ここは正式名称として「阪急北ネオポリス」という。他に三重県東員町にある西桑名ネオポリスなど多数。大規模団地の造成を得意とする。豊能町の北大阪ネオポリスに至っては、失敗した郊外住宅地の例として、和歌山大学院の研究材料、またNHKでも特集を組まれた。南大阪ネオポリスでは大和ハウス工業との折半で工事が行なわれ、大和団地側は完成後まもなく販売したため地盤沈下に悩まされた。反対に大成功を収めた例としては、「羽曳野ネオポリス」がある。
京都府京田辺市の松井ヶ丘も京阪東ネオポリスと仮称されていた。こちらの方は1990年代より周辺が他社により大幅に開発され、それに伴って新駅や高速道路も整備されている。
ネオポリス以外
奈良県奈良市学園前付近。
造成地や大規模団地で大和町と名が有る場所。（注意：大和ハウス工業との共同施工や、大和ハウス工業の単独施工もある）
戸建住宅
木質系に特化する事により、大和ハウス工業と棲み分けプレハブ住宅は一切行なわなかった。2x4住宅の「ソナーレ」を皮切りに始まる規格型住宅がある。1商品につき40プランを作り、それを土地に対応させる手法。
アパート
木質系からRC造のものまで設計施工販売を行なった。企画物件も存在した。
マンション
マンションのネオハイツシリーズ、ネオステージ、高級感をアップしたヴェルビュシリーズなどのマンションを販売。中には夙川にある物件のような億ションも存在する。
都市開発
ビルの新規や建替え受注を行なう部門がありビルからコンビニまで行なった。
医療福祉
医療福祉部門が存在した。現在でも残っている施設は、熱海にある介護付有料老人ホーム「ネオサミット湯河原」（最寄り駅が湯河原駅）がある。
又、温泉入浴施設としてテルマスプラザが建設運営されたが、既に廃業しており跡地は建売団地になっている。
開発ゴルフ場
能登（能登ロイヤルGC）、矢板（アローエースGC）、甲賀（コムウッドGC）、亀山（タートルエースGC）、五條（シプレカントリークラブ）、佐賀（佐賀ロイヤルGC）（これらは大和リゾートに引き継がれている）。
クアハウス
岡山（テルマスプラザ）、竹久夢二の名前を頂いた「夢二温泉」がある（施工:鉄建建設）。独立営業の形をとっていた。
施設名　テルマスプラザ
所在地　岡山県岡山市中尾90
料金　大人 2,300円　学生 1,500円　子供 1,200円
種類　露天風呂、内主浴槽、打せ湯、檜風呂、サウナ他
泉質　アルカリ性単純硫黄泉
源泉　26.0℃　無色透明
効能　神経痛、筋肉痛、関節痛、他
施設　休憩室、食事処、プール、ウオータースライダー、劇場、他
営業　平成14年（2002年）10月　閉館。以後は建物は解体され現在は建売団地となっている。
広報
バブル期にCMを打つが、あまり目立たなかった。バックの音楽に山下達郎を起用する予定であったが、価格が折り合わず無名の新人女性を起用したという経緯がある。なお、その製作したシングルCDは販促用や社員に配布した。
1998年に日本ゴルフツアー機構の「ダンロップフェニックストーナメント」（毎日放送主催）の30秒×3本のスポンサーを務めていた。
30周年記念大和団地イメージソング(非売品)に使用された楽曲は「Heart to Heart」（作詞:平野肇　作曲:鈴木サブロー　編曲:川村栄二　歌:CINDY）
プレカット工場
和歌山県西牟婁郡にプレカット設備も整え、2x4住宅にも対応する。

## 会社詳細
- 決算日：3月31日
- 資本金：14,947百万円（株主配布用　事業報告書より）
- 上場市場：東京、大阪(現在は東京に市場統合)、名古屋

### 株式取扱会社
- 株式幹事会社：東洋信託銀行株式会社
- 株式取次会社：野村證券株式会社

### 売上高
- 第37期…71,401百万円
- 第38期…95,167百万円
- 第39期…106,952百万円
- 第40期…124,090百万円
- 第41期…130,819百万円

（株主配布用　事業報告書より）

### 大株主
- 大和ハウス工業（株）…27,484,000株
- （株）住友銀行…5,755,000株
- （株）東海銀行…5,755,000株
- （株）さくら銀行…4,643,100株
- 日本生命保険相互会社…4,643,609株
- 富士銀行（株）…4,316,150株
- 野村土地建物（株）…4,213,827株
- （株）東京三菱銀行…3,430,000株
- 野村證券（株）…2,473,610株
- 三井信託銀行（株）…2,352,500株

（株主配布用　事業報告書より）

### 社員数
- 第40期…1,090名
- 第41期…1,125名

### 会計監査
- 監査法人トーマツ

### 代表取締役
- 代表取締役会長…石橋殾一
- 代表取締役社長…樋口武男（現・大和ハウス工業代表取締役会長兼CEO）

### 合併割合
大和ハウスとの合併割合は3(大和団地)対1(大和ハウス)であった。

## 本支店
本社は大阪。ダイワハウス社屋内に有ったが、1989年に立売堀（住友生命立売堀ビル）に移転（移転当事の名称は「栄泉立売堀ビル」）。1998年頃まで、この立売堀に有った。その後はダイワハウスが自社の隣にビルを建て、移転して空いた旧社屋ビルへ大和団地が移転。
- 30周年記念当時の事業所
  - 支店：東北、福島、宇都宮、東京、名古屋、大阪、奈良、神戸、九州
  - 営業所：山形、福島、いわき、大宮、千葉、東京分室、横浜、岡崎、西桑名、三重、能登リゾート、南大和、八木、姫路、松山、高知、宗像。
- 40周年頃の支店
  - 支店：大阪（後に「大阪北」「大阪」「大阪南」の3つに分割）、広島、名古屋、神戸、奈良、松山、福岡、東京、宇都宮、福島など多数有った。

### 子会社
中古物件を取り扱う大和住宅流通（株）(完全独立採算)、マンション管理やリフォームなどを行う大和トータルサービス（株）、大和バローネ（株）など多数。
ゴルフ場は独立採算で行われていた。他、ゴルフ会員権を取り扱う会社もあったが設立数年後には清算し解散した。